# Igor Nikolajewitsch Besler

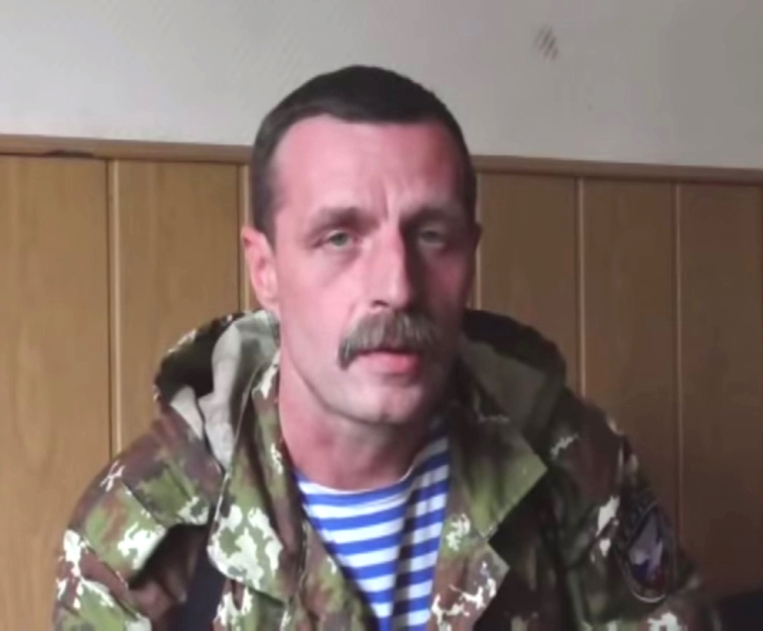
Igor Nikolajewitsch Besler

Igor Nikolajewitsch Besler (russisch И́горь Никола́евич Бе́злер; * 30. Dezember 1965 in Simferopol, Autonome Sozialistische Sowjetrepublik der Krim, Ukrainische Sozialistische Sowjetrepublik, UdSSR) ist ein ehemaliger militärischer Anführer der international nicht-anerkannten Volksrepublik Donezk (DVR) vom März bis November 2014 und Militärkommandeur der Donbasser Volksmiliz in Horliwka. Er ist besser bekannt unter seinem Spitznamen „Dämon“, da sein Nachname mit „Bes“, dem russischen Begriff dafür, beginnt.

## Biographie
Der Vater von Igor Besler, Nikolai Besler, war Angehöriger der krimdeutschen Minderheit. Igor nahm am Afghanistankrieg (1983–1984) und der Niederschlagung des tschetschenischen Aufstandes in den 1990er Jahren teil. Für den Einsatz in Afghanistan wurde er mit dem Orden des Roten Sterns ausgezeichnet. Zwischen 1994 und 1997 studierte Besler an der Allgemeinen Militärakademie der Russischen Streitkräfte namens Feliks Dzierżyński.
Laut dem ukrainischen Geheimdienst SBU (Sluschba bespeky Ukrajiny) diente Besler in verschiedenen Abteilungen der russischen Glawnoje Raswedywatelnoje Uprawlenije (GRU), bis er im Jahr 2002 im Rang eines Oberstleutnants in den Ruhestand versetzt wurde. Kurze Zeit später zog Besler in die Ukraine und war in der Stadt Horliwka in einer Sicherheitsagentur beschäftigt.
Nach dem Machtwechsel in der Ukraine im Februar 2014 ging Besler auf die Krim. Nach Angaben des SBU gilt Besler als Geheimagent der GRU und leitete im Februar 2014 die Erstürmung des SBU-Gebäudes in Donezk sowie die Einnahme der Regionalzentrale des ukrainischen Innenministeriums in Horliwka während der Proteste im Südosten der Ukraine.
Gemäß einer vom ukrainischen Geheimdienst Sluschba bespeky Ukrajiny veröffentlichten Audioaufnahme aus dem April 2014 ordnete Besler die „Neutralisierung“ des Lokalpolitikers Wolodymyr Rybak an, welcher zuvor versucht hatte, eine ukrainische Fahne anzubringen. Im August desselben Jahres wurde Besler auf die Fahndungsliste des ukrainischen Innenministeriums gesetzt.
Im September 2014 wurde Besler zum Generalmajor der Streitkräfte der DVR befördert. Am 1. November 2014 berichtete der ehemalige Verteidigungsminister der DVR Igor Strelkow, Besler sei nicht mehr in den Reihen der prorussischen Streitkräfte und befände sich in einer Reserve auf der Krim.
Im März 2016 vermeldete Besler auf vk.com, er sei immer ein Befürworter einer einzigen souveränen föderativen Ukraine gewesen, allerdings ohne „Faschisten“ und „weitreichenden Nationalismus“. Die sogenannte „Volksrepublik Donezk“ bezeichnete er als Bananenrepublik, den damaligen „Präsidenten“ Alexander Sachartschenko als Alkoholiker. Zuvor hatte Besler seine Titel und Auszeichnungen der „Volksrepublik Donezk“ abgelehnt.

## Sonstiges
Der Sicherheitsdienst der Ukraine (SBU) beschuldigt Besler, für den Tod von Wolodymyr Rybak, einem Vertreter des Stadtrates von Horliwka, verantwortlich zu sein.
Unmittelbar nach dem Abschuss des Malaysia-Airlines-Flug MH 17 durch eine russische Luftabwehrrakete am 17. Juli 2014 veröffentlichte der SBU Funksprüche der Separatisten. Dabei glauben die ukrainischen Offiziellen die Stimme von Igor Besler identifiziert zu haben, der mit einem Informanten über den Zwischenfall gesprochen und den Abschuss des Flugzeuges durch prorussische Rebellen bestätigt haben soll.